# Liste der Monuments historiques in Aubigny (Allier)
Die Liste der Monuments historiques in Aubigny (Allier) führt die Monuments historiques in der französischen Gemeinde Aubigny auf.

## Liste der Bauwerke
| Bezeichnung      | Beschreibung              | Standort | Kennzeichnung | Schutzstatus | Datum | Bild           |
| ---------------- | ------------------------- | -------- | ------------- | ------------ | ----- | -------------- |
| Kirche St-Genest | Erbaut im 12. Jahrhundert | (Lage)   | PA00092975    | Inscrit      | 1947  | weitere Bilder |

## Liste der Objekte
Zum Verständnis siehe: Kirchenausstattung
- Monuments historiques (Objekte) in Aubigny (Allier) in der Base Palissy des französischen Kultusministeriums